# Naturschutzgebiet Hunstein

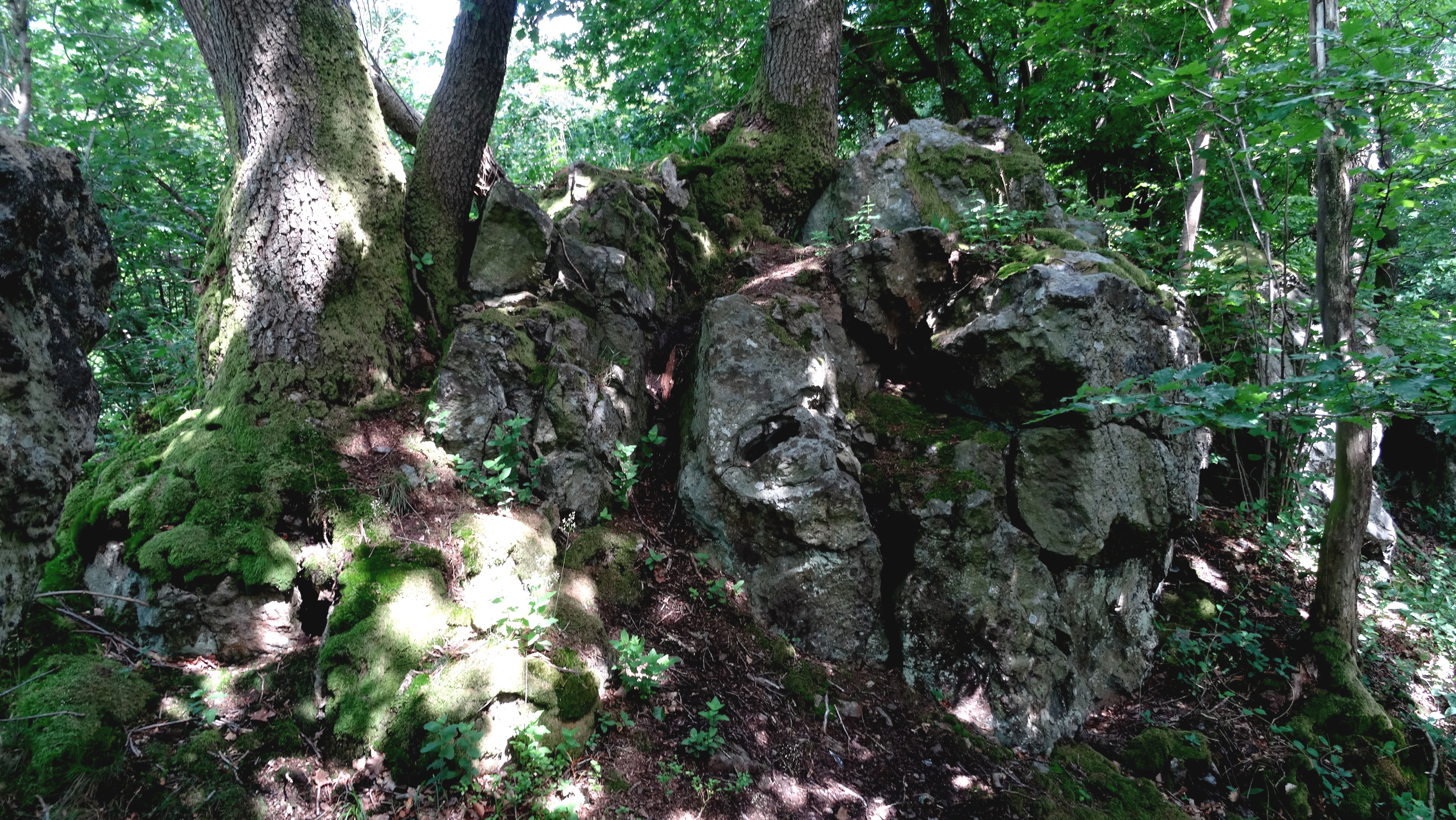
Am Hunstein

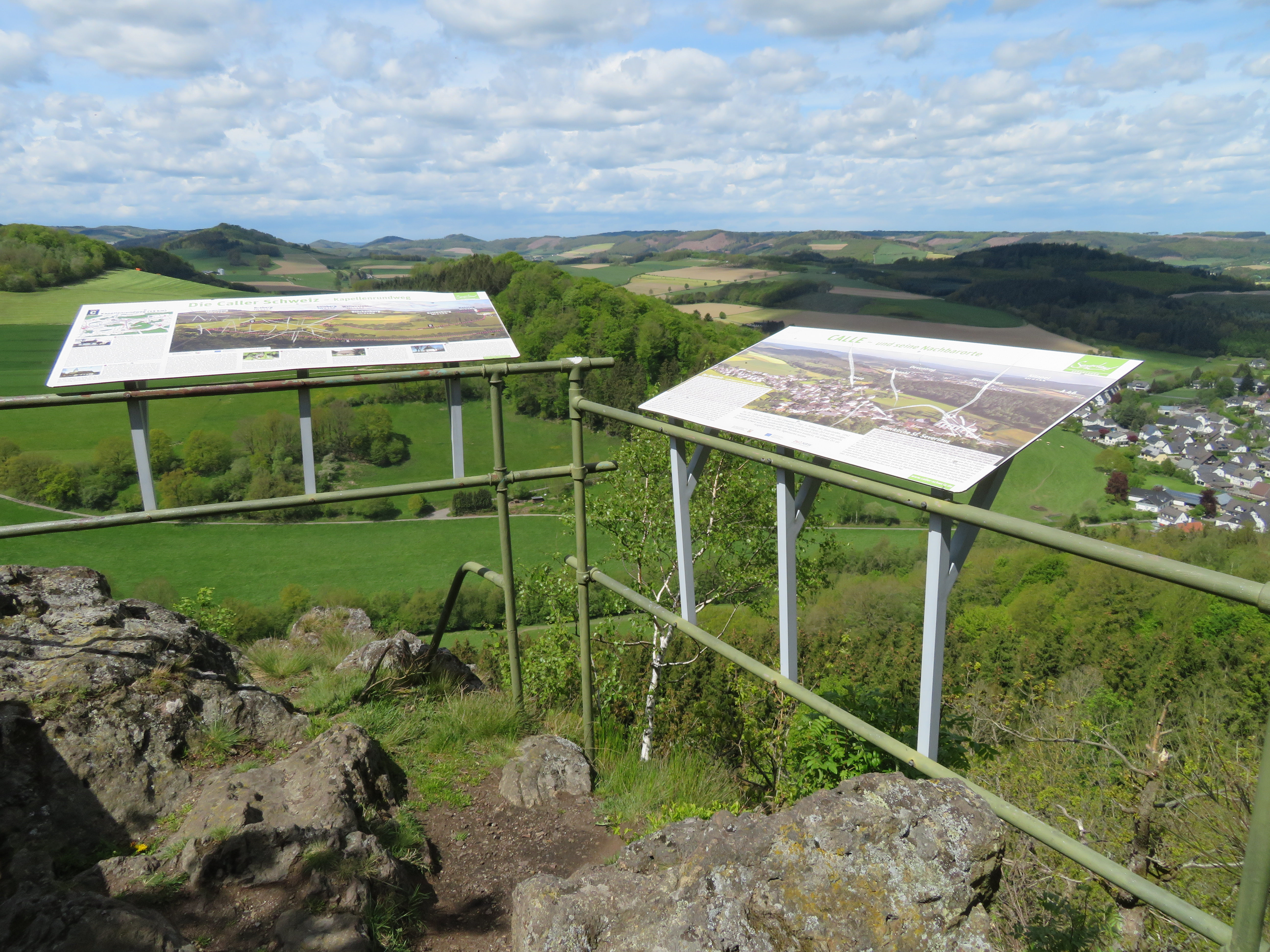
Aussichtspunkt NSG Hunstein

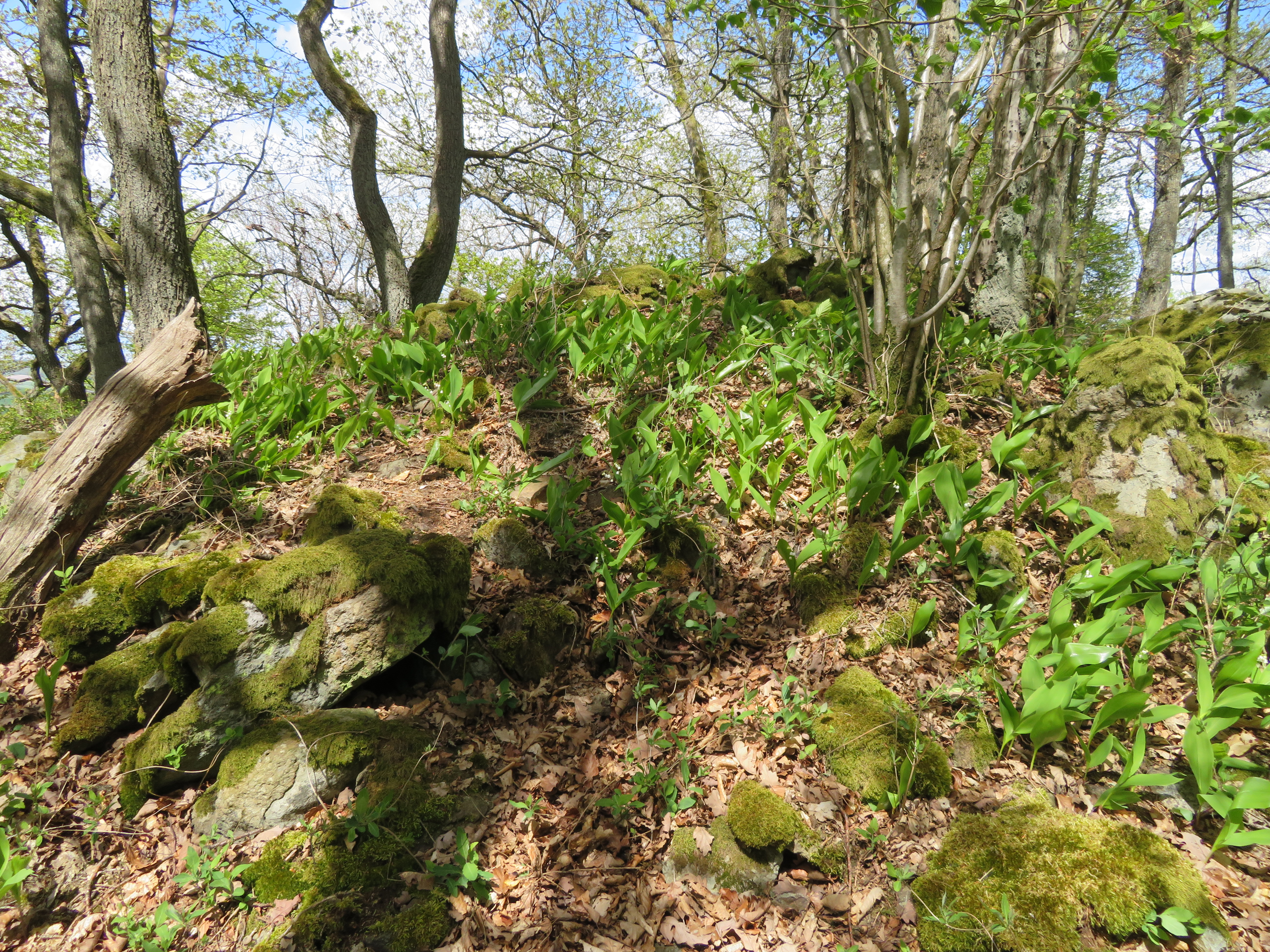
Bereich mit Bärlauch Am Hunstein

Das Naturschutzgebiet Hunstein mit einer Flächengröße von 11,76 ha liegt südlich von Calle im Stadtgebiet von Meschede. Das Gebiet wurde 1994 durch den Kreistag des Hochsauerlandkreises mit dem Landschaftsplan Meschede als Naturschutzgebiet (NSG) mit einer Flächengröße von 7,3 ha ausgewiesen. Bei der Neuaufstellung des Landschaftsplanes Meschede wurde das NSG dann erneut ausgewiesen und erheblich vergrößert.

## Gebietsbeschreibung
Beim NSG handelt es sich um einen Wald mit an der Westseite bis zu 10 m hohen Felsen und natürlichen Blockschutt- und Geröllhalden darum am Berg Hunstein. An den strukturreichen Felsen befindet sich eine vielfältige Moos-, Flechten- und Krautflora. Die Baumschicht des NSG besteht aus krüppelwüchsige Eichen, Hainbuchen, Ebereschen und einem wahrscheinlich autochthonen Sommerlindenvorkommen. Auf einer baumfreien Felskanzel, die durch einen Wanderweg erreichbar ist, wurde ein Aussichtsplatz eingerichtet. Am Nordosthang des Eisberges liegen mehreren kleinen Klippen. Diese vor dem Sturm Orkan Kyrill 2007 fichtenbestockte NSG-Teilfläche wird extensiv beweidet. Am Westrand des NSG liegt ein Laubholzbestand mit Relikten einer niederwaldartigen Nutzung und artenreicher Krautschicht. Im Süden des NSG liegt Gipfelgrat der Hardt mit einem weitgehend krüppelwüchsigen Eichenwald, der aus niederwaldartiger Nutzung hervorgegangen sein dürfte. Die Verbindung zum Hunstein besteht aus einer jüngeren Laubholz-Aufforstung.
Laut Landschaftsplan soll eine Eigentumsfläche des Landes NRW  abgesehen von der Entnahme nicht heimischer Baumarten der natürlichen Entwicklung überlassen werden.

## Schutzzweck
Zum Schutzzweck des NSG führt der Landschaftsplan neben den normalen Schutzzwecken für alle NSG im Landschaftsplangebiet auf: „Erhaltung eines Biotopmosaiks aus trockenheitsgeprägten Sekundärlebensräumen im Südteil (Steinbruch, offene Haldenflächen, Pionierrasen) sowie einem strukturreichen Waldlebensraum mit Diabaszug, ungleichartiger Baumschicht und Zwergsträuchern in Nordteil; Sicherung eines bedeutsamen geologischen Aufschlusses unter landeskundlichen Aspekten; Schutz von Teilflächen, die der natürlichen Entwicklung überlassen sind.“